# Los Jaivas en Rapa Nui
Los Jaivas en Rapa Nui es un DVD del grupo musical chileno Los Jaivas, lanzado al mercado chileno de manera oficial el 26 de noviembre de 2007.
La grabación contiene la histórica visita que hicieron Los Jaivas a la Isla de Pascua en mayo de 2006, donde en medio de moais y lugares sagrados, por primera vez pudieron interpretar sus temas en el territorio insular chileno.
El proyecto de integración de Los Jaivas con la cultura Rapa Nui, puso a la banda viñamarina en la Isla de Pascua por 15 días. La estada culminó con un gran concierto que tuvo entre sus más de dos mil asistentes a la presidenta chilena Michelle Bachelet. El espectáculo contó con la participación de la Banda Instrumental de la Armada de Chile, la Orquesta de Niños Rapa Nui y la participación del ballet Kari Kari.
El DVD contiene 117 minutos de narración, donde se reproducen las vivencias del grupo en la isla y la presentación final junto a músicos y bailarines Rapa Nui. El documental, dirigido por José Luis Valenzuela, muestra la música junto con escenas domésticas y paisajes que evocan la primera mañana del mundo. El registro tiene subtítulos en rapanui, aimara y mapudungún, además de los clásicos español, portugués, francés, inglés, italiano y alemán.
Dentro de los extras del DVD, se cuentan un "Diario de Viaje", segmento que cuenta la estadía de la banda en Rapa Nui vista por los ojos del pintor René Olivares, conocido como "El Jaiva Incógnito", y que ha ilustrado las portadas de los discos del conjunto por más de 30 años. Adicionalmente, se incluye "Poemario" (recopilación de 15 poemas que Eduardo Parra escribió durante la estadía en la isla), "Temas Musicales" (audición pura de los temas, sin intervenciones) e incluso un karaoke de los temas "Tan Lejos del Sol" y "Aguamarina".
El DVD incluye el primer tema inédito grabado por el grupo luego de la muerte de Gato Alquinta, bautizado como "Ojos Que Miran al Cielo"

## Lista de capítulos del DVD
Extraída del menú principal y el folleto informativo del DVD.

### Principal
- Todas las canciones tienen letra y música de Los Jaivas, excepto donde se indique. Las pistas en cursiva indican capítulos que no llevan asociada una canción.

1. El llamado
2. "Danzas"
3. Agrupándose antes de partir
4. Encuentro crucial
5. "Canción del Sur"
6. "Aguamarina" / Misterio misterioso
7. Amaneciendo en la isla
8. Acercándose
9. "Tan Lejos del Sol" (Eduardo Parra, Los Jaivas)
10. La inspiración en el jardín de María
11. "Cerro de la Virgen" (Eduardo Parra, Los Jaivas)
12. La amistad, impulso creativo
13. "Creación Colectiva" ("Improvisación")
14. "Ojos que Miran al cielo"
15. "Cuando Me Vaya" ("Ka Reva Nei") (Tradicional)
16. Imaginando bajo la lluvia
17. Emoción permanente
18. "Mira Niñita"
19. Los ancestros
20. "Tarka y Ocarina"
21. Convivencia
22. "Todos Juntos"
23. Tanta gente

### Extras
1. "Recorriendo la Isla" 
  - Un viaje lúdico conociendo los pormenores del trabajo por los siguientes lugares: Ahu Akivi, Ahu Te Pito Kura, Ahu Tahai, Hanga Roa, Hanga Varevare, Rano Raraku, Orongo
2. "Diario de Viaje"
  - La estada en Rapa Nui vista por René Olivares
3. "Poemario" 
  - Quince poemas de Eduardo Parra inspirados durante la estadía en la Isla. Narrado por Eduardo Parra.
    - "El Viento"
    - "Amanecer en la Isla"
    - "Flor y Vida"
    - "El Jardín de María Hey Paoa"
    - "Llueve en la Isla"
    - "Merahi"
    - "Continúa Lloviendo"
    - "Dulzura"
    - "Ese Beso"
    - "Los Dioses"
    - "Meherio"
    - "Ojos"
    - "Patria"
    - "Una Flor Es una Flor"
    - "Virgen de Fátima"
4. "Temas Musicales" 
  - Contiene los temas musicales del concierto incluidos en la película, sin las intervenciones de diálogos y sonidos ambientales. Sin imágenes. Sólo audio 2.0 Dolby Estéreo
    1. "Danzas"
    2. "Canción del Sur"
    3. "Aguamarina"
    4. "Tan Lejos del Sol"
    5. "Cerro de la Virgen"
    6. "Ojos Que Miran al Cielo"
    7. "Ka Reva Nei"
    8. "Mira Niñita"
    9. "Tarka y Ocarina"
    10. "Todos Juntos"
5. "Karaoke" 
  - "Tan Lejos del Sol" (con y sin voz de referencia)
  - "Aguamarina" (con y sin voz de referencia)
6. "Álbum de Fotos"
7. "Tesoro Escondido"
8. "Biografía"
9. "Discografía"
10. "Link a sitio web"

## Créditos

### Los Jaivas
- Juanita Parra – Batería, Cultrún, Coros.
- Eduardo Parra – Sintetizadores (Minimoog, Korg Triton, Korg 01W), Trutruca, Tarka.
- Claudio Parra – Piano, Sintetizadores (Yamaha DX7, Roland D70), Trutruca, Kalki Kultrún, Tarka, Maracas, Huiro.
- Mario Mutis – Voz, Bajo, Trutruca, Tarka, Bongó.
- Carlos Cabezas – Voz, Charango, Guitarra acústica, Trutruca, Zampoña, Quena, Tarka, Triángulo, Bongó.
- Ankatu Alquinta – Guitarra eléctrica, Guitarra acústica, Didjeridu, Trutruca, Tarka, Quena, Pandereta, Coros.
- Francisco Bosco – Flauta dulce, Quena, Saxo, Trutruca, Tarka, Didjeridu, Palo de agua, Caxexé, Maracas, Quijada, Coros.

### Músicos invitados
- Grupo Kari Kari – Toere, Ukelele y Dirección: Lynn Rapu Tuki
- Orquesta Infantil Rapa Nui – Director: César Rivera
- Banda de Concierto de la Armada de Chile – Director: Capitán de Corbeta José Manuel Burgos
- Participación especial del pintor René Olivares, creador de la gráfica del grupo.

### Otros
- Portada: Tela "La Intimidad de la Noche", René Olivares, Rapa Nui, 2006.